# Seema Biswas
Seema Biswas, née le 14 janvier 1965 à Nalbari (Assam), est une actrice indienne.

## Biographie
Seema Biswas est née à Nalbari, dans l'Assam, de Jagdish Biswas et Meera Biswas. Elle s'est fait connaître avec le rôle de Phoolan Devi dans La Reine des bandits (Bandit Queen), le film de Shekhar Kapur sorti en 1994, pour lequel elle a remporté le National Film Award de la meilleure actrice. Elle a la réputation de jouer des rôles à fort caractère. Elle a remporté le prix Sangeet Natak Akademi en 2000, et le prix Génie de la meilleure actrice pour son rôle dans le film Water de la réalisatrice Deepa Mehta. Ses autres films grand public comprennent notamment Khamoshi : The Musical sorti en 1996, pour lequel elle a remporté le Screen Award de la meilleure actrice de soutien, Bhoot sorti en 2003, ou Vivah sorti en 2006). En plus des films, Biswas a participé à des émissions de télévision, et à des pièces de théâtre, interprétant notamment le personnage historique de Binodini Dasi, dans la pièce de même nom, en 1995.
Elle a remporté le 13 mars 2006 le prix Génie de la meilleure actrice pour son rôle dans le film Water de la réalisatrice Deepa Mehta.

## Filmographie
| Année | Titre                            | Rôle                             | Remarques      |
| ----- | -------------------------------- | -------------------------------- | -------------- |
| 1989  | Amshini                          | Sarada                           |                |
| 1994  | La Reine des bandits             | Phoolan Devi                     |                |
| 1996  | Khamoshi: The Musical            | Flavy J. Braganza                |                |
| 1998  | Hazaar Chaurasi Ki Maa           | La mère de Somu                  |                |
| 1999  | Bindhaast                        | Officière de CBI                 |                |
| 1999  | Samar                            | Dulari                           |                |
| 2001  | Dhyasparva                       | Malati Karve                     |                |
| 2002  | Deewangee                        | Psychiatre                       |                |
| 2002  | Company                          | Ranibai                          |                |
| 2002  | Ghaav: The Wound                 | Tanya                            |                |
| 2003  | Boom                             | Dulari                           |                |
| 2003  | Bhoot                            | Bai                              |                |
| 2003  | Iyarkai                          | Mercy                            |                |
| 2003  | Pinjar                           | Femme folle                      |                |
| 2004  | Kaya Taran                       | Sœur Agatha                      |                |
| 2004  | Ek Hasina Thi                    | ACP Malti Vaidya                 |                |
| 2004  | Hanan                            | Mme Heeralal                     |                |
| 2005  | Water                            | Shakuntala                       |                |
| 2005  | Mumbai Godfather                 | Anjali                           |                |
| 2005  | The White Land                   | La mère de Sudha                 |                |
| 2006  | Vivah                            | Rama                             |                |
| 2006  | Shoonya                          | Pradhan                          |                |
| 2006  | Thalaimagan                      | Alankaram                        |                |
| 2006  | Zindaggi Rocks                   | DCP Gazala Qadri                 |                |
| 2007  | Sofia                            | La matronne                      |                |
| 2007  | Risk                             | Devki Wardhan                    |                |
| 2007  | Amal                             | Avocate Sapna Agarwal            |                |
| 2007  | Striker (en)                     | La mère de Siddharth             |                |
| 2007  | Shaurya                          | la mère du Capitaine Javed Khan' |                |
| 2009  | Cooking with Stella              | Stella                           |                |
| 2009  | Yeh Mera India                   | Bai                              |                |
| 2010  | Lalbaug Parel                    | La mère                          |                |
| 2010  | City of Gold                     | Aai                              |                |
| 2011  | Queens! Destiny of Dance         | Amma                             |                |
| 2011  | Patang                           | Sudha                            |                |
| 2012  | Midnight's Children              | DCP Gazala Qadri                 |                |
| 2014  | Chaarfutiya Chhokare             | Janki                            |                |
| 2014  | Manjunath                        | La mère de Manjunath             |                |
| 2014  | Sold                             | Amma                             |                |
| 2014  | Balyakalasakhi                   | Selvi                            |                |
| 2016  | Kothanodi                        | Dhoneshwari                      |                |
| 2016  | A Yellow Bird                    | La mère de Siva                  |                |
| 2017  | L'Extraordinaire Voyage du fakir |                                  | En préparation |

## Distinctions
| Année | Distinctions                | Catégorie                                          | Film                  | Résultat   |
| ----- | --------------------------- | -------------------------------------------------- | --------------------- | ---------- |
| 1996  | National Film Awards        | Meilleure actrice                                  | La Reine des bandits  | Lauréat    |
| 1997  | Filmfare Awards             | Meilleur espoir féminin                            | La Reine des bandits  | Lauréat    |
| 1997  | Screen Awards               | Meilleure actrice dans un second rôle              | Khamoshi: The Musical | Lauréat    |
| 2001  | Sangeet Natak Akademi Award | Meilleure interprétation théâtrale en langue hindi | —                     | Lauréat    |
| 2003  | Screen Awards               | Meilleure actrice dans un second rôle              | Company               | Nomination |
| 2004  | Screen Awards               | Meilleure actrice dans un second rôle              | Bhoot                 | Nomination |
| 2005  | Prix Génie                  | Meilleure actrice                                  | Water                 | Lauréat    |
| 2013  | Prix Écrans canadiens       | Meilleure actrice dans un second rôle              | Midnight's Children   | Lauréat    |